# بيلي ديفيس جونيور
بيلي ديفيس جونيور (بالإنجليزية: Billy Davis, Jr.)‏ هو مغني وموسيقي أمريكي، ولد في 26 يونيو 1938 في سانت لويس في الولايات المتحدة.

## وصلات خارجية
- بيلي ديفيس جونيور على موقع IMDb (الإنجليزية)
- بيلي ديفيس جونيور على موقع ميوزك برينز (الإنجليزية)
- بيلي ديفيس جونيور على موقع أول ميوزيك (الإنجليزية)
- بيلي ديفيس جونيور على موقع ديسكوغز (الإنجليزية)
- بيلي ديفيس جونيور على موقع قاعدة بيانات الفيلم (الإنجليزية)